# Проспект Суюнбая (Алма-Ата)
Проспект Суюнбая (каз. Сүйінбай даңғылы; бывш. Красногвардейский тракт) находится в Семиреченском и Турксибском районах города Алма-Аты, начинается на юге у проспекта Райымбека от автовокзала «Саяхат» и заканчивается в северной части города, примыкая к Илийскому тракту.

## История

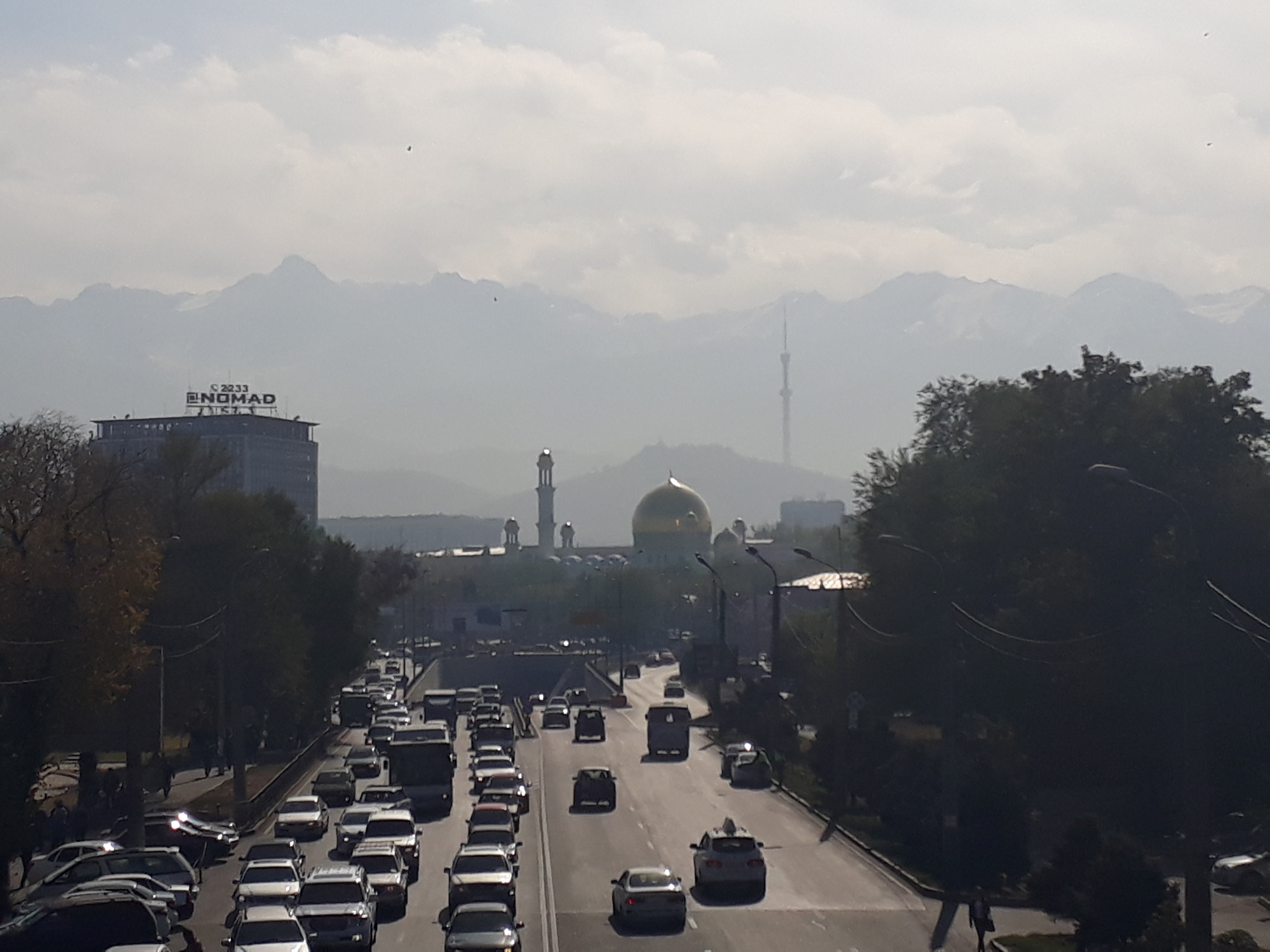
Вид на развязку Суюнбая — Пушкина — Райымбека

Проспект Суюнбая (Красногвардейский тракт) проложен в 70-е годы XIX века для транспортно-торговых связей города Верного, на нём располагались пикеты, осуществляющие почтовую перевозку и проезды государственных чиновников и военных по подорожным перегонам. Название Красногвардейский тракт получил в память о красногвардейцах, отряды которых формировались в Верном и отправлялись по тракту на Северный Семиреченский фронт для борьбы с бандами атамана Анненкова. Земельные участки вдоль Красногвардейского тракта застроены жилыми домами в последние 40-50 лет. Параллельно Красногвардейскому тракту и роще Баума проложена железнодорожная линия (в годы войны горветка) от станции Алма-Ата 2 до Алма-Ата 1. Асфальтирование проезжей части Красногвардейского тракта проезжей части начато Красногвардейского тракта начато в 1948 году.
Красногвардейский тракт — одна из самых грузонапряжённых автомагистралей. Соединяет жилые массивы центра города со снабженческими организациями, складами, разгрузочно-погрузочными площадками, промышленными предприятиями и пригородными совхозами. Из крупных промышленных предприятий на Красногвардейском тракте — ликвидированные после распада СССР: завод по ремонту дорожной техники Министерства автодорог республики, комбинат хлебопродуктов, комбикормовый завод, элеватор и макаронная фабрика.
В течение длительного времени проспект был разделён на две части железнодорожными путями, соединяющими станции Алматы 1 и Алматы 2. Это составляло большую проблему, так как жители микрорайона Пятилетки имели возможность выезда только на улицу Майлина, что в часы-пик создавало транспортные трудности. В 2013 году началось строительство эстакады над железной дорогой. 27 июня 2016 года эстакада протяжённостью 1,9 км была открыта и проспект Суюнбая вновь стал единым.

## Происхождение названия
Изначально проспект именовался Капальским трактом. В июле 1957 года в год 40-летия Октября переименован в честь красногвардейцев, отправлявшихся на Северный Семиреченский фронт. В начале 1990-х годов переименован в честь казахского акына Суюнбая Аронулы.

## Озеленение и благоустройство
В советские годы по обеим сторонам проспекта были построены благоустроенные пешеходные тротуары, которые представляли собой тенистые аллеи, которые были озеленены лиственными породами деревьев таких как: тополь и карагач. Были проложены магистральные оросительные арыки, которые летом ежедневно были полноводными.
Вдоль проспекта находится Роща Баума.

## Транспорт
На улице проходят многие автобусные маршруты, вот несколько популярных маршрутов: 29, 32, 2

## Учреждения
- Алтын диирмен — промышленная корпорация (д. 263).